# Taqwa

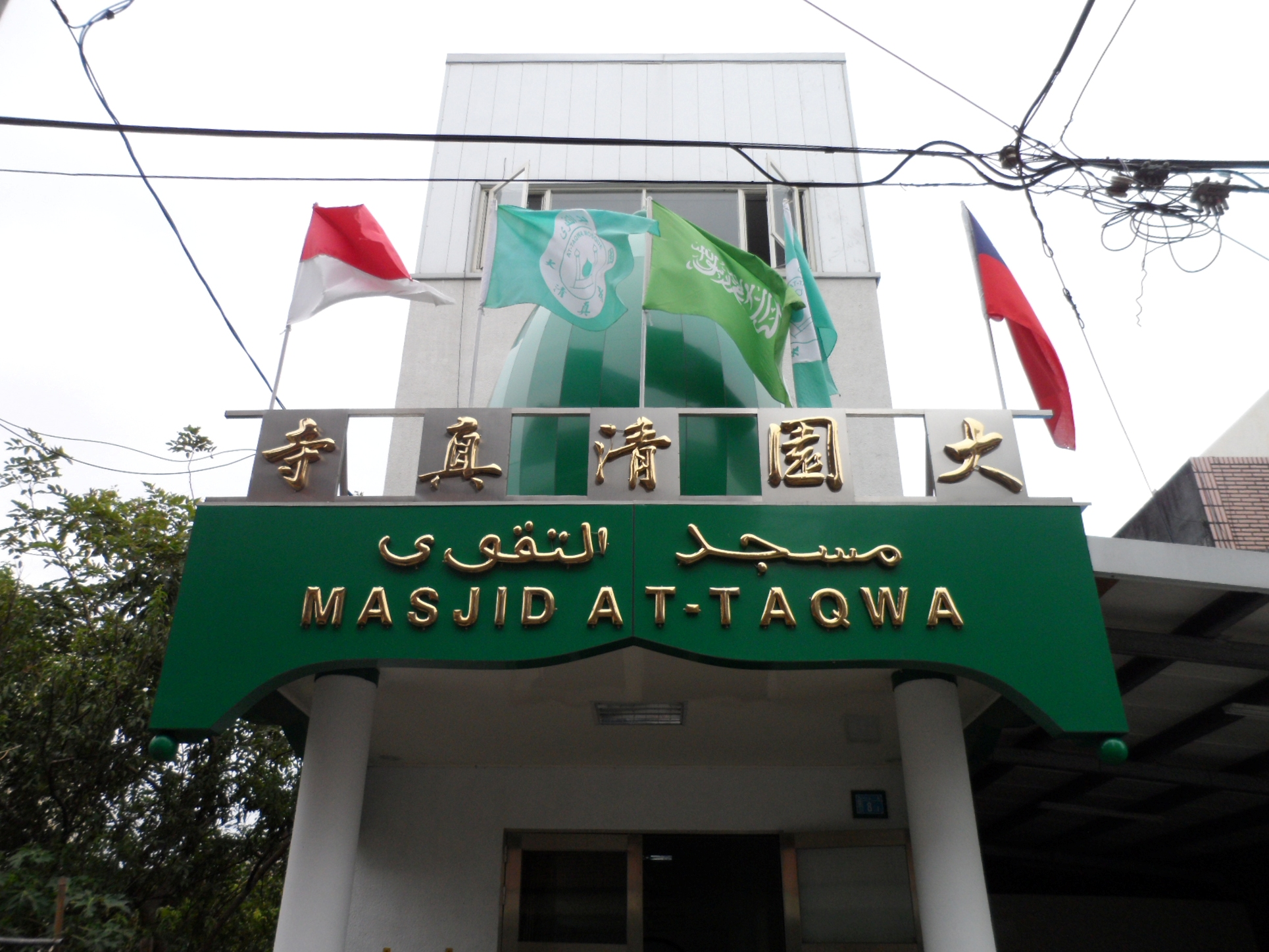
Mosquée à Dayuan, Taïwan, nommée d'après le mot Taqwa.

La Taqwa (arabe : تقوى taqwā / taqwá ") est un terme islamique qui signifie être conscient et reconnaissant envers Dieu ('Allah,). Il est souvent retrouvé dans le Coran. Al-Muttaqin (arabe : لِّلْمُتَّقِينَ Al-Muttaqin) désigne ceux et celles qui pratiquent le taqwa.